# Treßsee
Le Treßsee (danois : Træsø) est un lac allemand d'une superficie de 4,9 ha qui se trouve dans l'arrondissement de Schleswig-Flensbourg dans le land de Schleswig-Holstein.

## Source de la traduction
- (de) Cet article est partiellement ou en totalité issu de l’article de Wikipédia en allemand intitulé « Treßsee » (voir la liste des auteurs).